# Duane Whitaker
Duane Whitaker est un acteur américain né le 23 juin 1959 au Texas.

## Filmographie
- 1988 : Rêve mortel (Deadly Dreams) : Norman Perkins
- 1988 : Hobgoblins : Roadrash
- 1989 : Marked for Murder (vidéo) : O'Donnel
- 1990 : Massacre à la tronçonneuse 3 : Leatherface (The Texas Chainsaw Massacre 3) de Jeff Burr  : Kim
- 1990 : Rich Men, Single Women (TV) : Mechanic
- 1990 : Vice Academy Part 2 : Long John
- 1991 : Dark Rider : Cash
- 1992 : Eddie Presley (en) de Jeff Burr : Eddie Presley
- 1993 : Through the Walls : Hippie
- 1994 : Saturday Night Special : Reno
- 1994 : Pulp Fiction : Maynard
- 1994 : Puppet Master 5: The Final Chapter : Scott
- 1995 : Tales from the Hood (en) de Rusty Cundieff (en) : Billy
- 1995 : Stripteaser : Zipper's Clown Palace Patron
- 1995 : Night of the Scarecrow (en) de Jeff Burr : Deputy #1
- 1996 : Within the Rock (TV) : Potter
- 1997 : The Haunted Sea : Andy Delgado
- 1998 : Together & Alone : Zevo
- 1998 : Spoiler : Sergeant
- 1999 : Une nuit en enfer 2 - Le prix du sang (From Dusk Till Dawn 2: Texas Blood Money) (vidéo) : Luther
- 2000 : Tempest Eye : Milo
- 2002 : Buttleman : Mitch
- 2002 : Out of These Rooms : Dale
- 2002 : Groom Lake : Dr Stevens
- 2003 : The Low Budget Time Machine : Pinky
- 2005 : The Devil's Rejects : Dr Bankhead
- 2005 : Feast : Boss Man
- 2007 : Cold Ones : Buddy
- 2007 : Urban Decay : Burly Bum
- 2007 : Cordoba Nights : Mickey
- 2007 : Broke Sky : Sheriff Winslow
- 2008 : Trailer Park of Terror : Sheriff Keys
- 2008 : Rex : Marcus Cotter
- 2009 : The Butcher : Charger Buyer
- 2009 : Albino Farm : Jeremiah
- 2009 : Halloween 2 : Sherman Benny
- 2011 : Children of the Corn : Genesis : Pritchett
- 2012 : Bad Ass : Rex